# كيمي (فلم)
كيمي (بالإنجليزية: Kimi) هو فيلم إثارة أمريكي لعام 2022، من إخراج ستيفن سودربيرغ وكتابة وإنتاج ديفيد كويب، ومن بطولة زوي كرافيتز، تم إصداره على إتش بي أو ماكس في 10 فبراير 2022.

## روابط خارجية
- مقالات تستعمل روابط فنية بلا صلة مع ويكي بيانات